# Зелёный Бор (Ивановская область)
 Зелёный Бор — село в Шуйском районе Ивановской области. Входит в состав Остаповского сельского поселения.

## География
Находится в центральной части Ивановской области на расстоянии приблизительно 18 км на юг-юго-восток по прямой от районного центра города Шуя на левом берегу речки Теза.

## Современное состояние
Село образовано в советское время как поселок. Основное предприятие Шуйско-Егорьевская фабрика ОАО ХБК «Шуйские ситцы», 198 работников. В селе построена Георгиевская церковь.

## Население
Постоянное население составляло 502 человека в 2002 году (русские 96 %), 502 в 2010.